# Dvojka (televízióadó)
A Dvojka (magyarul: Kettes), korábban STV2 (szlovákul: Slovenská televízia 2; magyarul: Szlovák televízió 2) egy szlovák közszolgálati televíziós csatorna, amelyet a Szlovák Televízió és Rádió (RTVS) üzemeltet.

## Logók

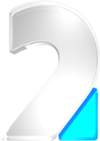
2004–2012
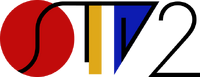
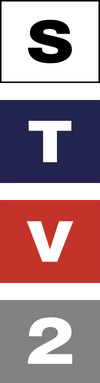
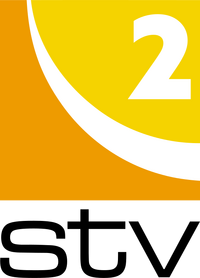
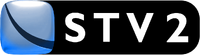
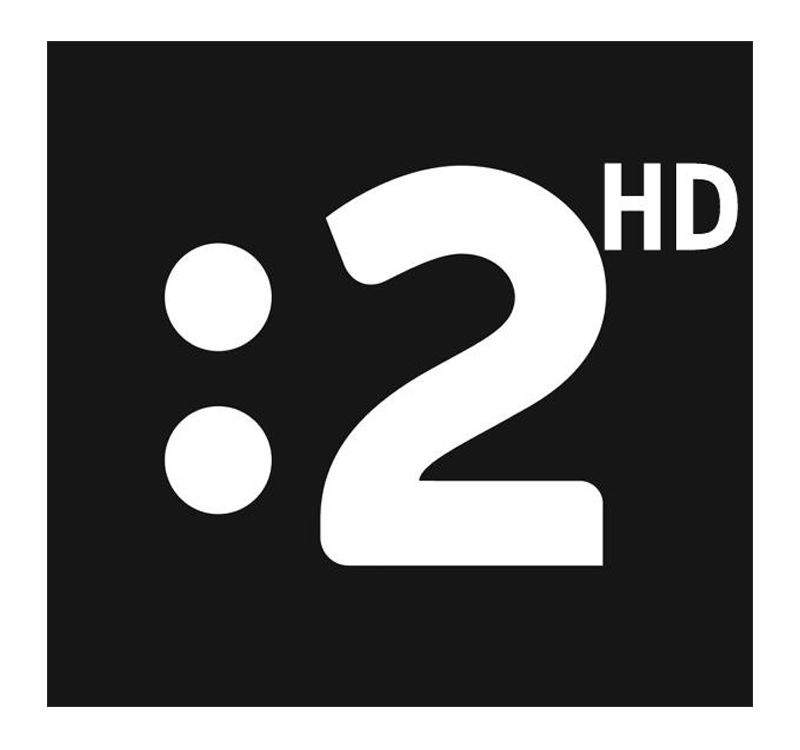

## Fordítás
- Ez a szócikk részben vagy egészben  a   Dvojka (televizní stanice) című cseh Wikipédia-szócikk fordításán alapul.  Az eredeti cikk szerkesztőit annak laptörténete sorolja fel. Ez a jelzés csupán a megfogalmazás eredetét és a szerzői jogokat jelzi, nem szolgál a cikkben szereplő információk forrásmegjelöléseként.
- Ez a szócikk részben vagy egészben  a   Dvojka (RTVS) című szlovák Wikipédia-szócikk fordításán alapul.  Az eredeti cikk szerkesztőit annak laptörténete sorolja fel. Ez a jelzés csupán a megfogalmazás eredetét és a szerzői jogokat jelzi, nem szolgál a cikkben szereplő információk forrásmegjelöléseként.